# 로스 배그더세리언 주니어
로스 배그더세리언 주니어(영어: Ross Bagdasarian Jr., 1949년 5월 6일 캘리포니아주 프레즈노 ~ )는 미국의 성우, 음악 프로듀서이다.

## 생애
미국의 아르메니아계 음악가인 로스 배그더세리언(Ross Bagdasarian)의 아들로 태어났다. 1978년부터 배그더세리언 프로덕션(Bagdasarian Productions)의 회장을 역임했다. 1979년에는 여자 성우, 음악 프로듀서인 재니스 카먼(Janice Karman)과 결혼했으며 슬하에 2명의 자녀를 두었다.
1981년에 방영된 텔레비전 영화 《치프멍크스 크리스마스》(A Chipmunk Christmas)에서 앨빈 세빌(Alvin Seville), 사이먼 세빌(Simon Seville), 데이브 세빌(Dave Seville)의 목소리를 맡았으며 1983년부터 1990년까지 방영된 텔레비전 애니메이션 《앨빈과 슈퍼밴드》에서도 앨빈 세빌, 사이먼 세빌, 데이브 세빌의 목소리를 맡았다.
앨빈과 슈퍼밴드를 소재로 한 애니메이션 영화인 《앨빈의 모험》(1987년), 《앨빈과 슈퍼밴드》(2007년), 《앨빈과 슈퍼밴드 2》(2009년), 《앨빈과 슈퍼밴드 3》(2011년), 《앨빈과 슈퍼밴드: 악동 어드벤처》(2015년) 등의 제작 과정에 참여했다.